# موتور روح الله بامري
موتور روح الله بامري (بالإنجليزية: Mowtowr-e Ruhollah Bamri)‏ هي منطقة سكنية تقع في سيستان وبلوتشستان في إيران. يقدر عدد سكانها بـ 34 نسمة .